# António Serrano
António Manuel Soares Serrano (Beja, 16 de janeiro de 1965) é um professor catedrático e político português, tendo sido Ministro da Agricultura, do Desenvolvimento Rural e das Pescas do XVIII Governo Constitucional de Portugal.

## Biografia
António Serrano é professor catedrático da Universidade de Évora e doutorado em Gestão de Empresas, exercendo as funções de presidente do Conselho de Administração do Hospital do Espírito Santo, em Évora. Foi director do Gabinete de Planeamento de Política Agro-Alimentar do Ministério da Agricultura, e vogal da Comissão Directiva do Programa Operacional do Alentejo - INALENTEJO, do Quadro de Referência Estratégico Nacional (QREN).
Foi nomeado Ministro da Agricultura, do Desenvolvimento Rural e das Pescas do XVIII Governo Constitucional de Portugal, em Outubro de 2009.